# P.O. Enquists pris
P.O. Enquists pris instiftades av Per Olov Enquists förläggare på hans sjuttioårsdag 2004 av Norstedts, författarens utländska förlag och Bok & Bibliotek. Priset ska gå till ”en yngre författare på väg ut i Europa” och stor vikt läggs på författarens senast publicerade verk. Flera av pristagarna har sedan de mottagit priset utgivits på flera språk runt om i världen. Prissumman är 10 000 Euro.
Sedan 2010 består juryn av förläggare från förlagen Norstedts i Sverige, Gyldendal i Norge samt Gyldendal i Danmark.

## Pristagare
- 2005 – Juli Zeh
- 2006 – Jonas Hassen Khemiri
- 2007 – Trude Marstein
- 2008 – Daniel Kehlmann
- 2009 – Helle Helle
- 2010 – Jonas T. Bengtsson med motiveringen: ”Jonas T. Bengtsson får P.O. Enquists pris för sin stilsäkerhet, för sina exakta karaktärs- och miljöskildringar och för en sällsynt empati, som avslöjar en mänsklighet i samhällets utkanter och läsarens egen nära relation med de utstötta.”
- 2011 – Jón Kalman Stefánsson med motiveringen: ”Jòn Kalman Stefànssons roman handlar om pojken som befinner sig mellan himmel och helvete, liv och död, kärlek och sorg, havet och bergen. Det är både magnifikt och magiskt. En berättelse som gör stor litteratur av livet, och ger nytt liv till litteraturen.”
- 2012 – Mara Lee med motiveringen: ”Med styrka och vrede ger Mara Lee i Salome en förbluffande och kontroversiell skildring av en ung kvinnas brottning med livets inkonsekvenser. En författare med skarp blick, stor närvaro och briljant berättarteknik.”
- 2013 – Ingvild H. Rishøi med motiveringen: ”Ingvild Hedemann Rishøis noveller berikar genren. Hennes stora människokännedom och fina balans mellan empati och lyhördhet gör att hon kommer tätt inpå sina karaktärer. Resultatet är både hjärtskärande och melankoliskt – men ofta med glimten i ögat. En riktigt originell och särpräglad författarröst.”
- 2014 – Dorthe Nors med motiveringen: ”Med sin novellsamling Kantslag visar författaren Dorthe Nors djupsinnighet, humor och exakt språklig precision. På några få sidor skapar hon komplexa världar med en egendomlig skönhet som fängslar läsaren; en balansgång mellan en känd och främmande värld. Dorthe Nors är en helt unik nordisk författarröst.”
- 2015 – Karolina Ramqvist med motiveringen: ”Karolina Ramqvist har en unik och stark position i svensk samtidslitteratur. Den vita staden, som är en fristående fortsättning av Flickvännen, är ett porträtt av en ung kvinna som gestaltas kristallklart och obönhörligt. En berättelse om utsatthet, och beroende, fri från sentimentalitet och moralism.”
- 2016 – Lars Petter Sveen med motiveringen: ”I sin senaste roman skriver Lars Petter Sveen genom ett kalejdoskop av berättelser fram mytiska, historiska och bibliska personer som speglar sin egen tid lika mycket som vårt kulturarv och moderna samtid. Placerad i tiden från Jesu födelse i Betlehem till fyrtio år efter hans död är den en berättelse om ondskan i världen, med kärleken som rotationspunkt. Guds barn är på alla sätt ett välförtjänt genombrott av en ung författare som i sitt författarskap visar på mod, egensinnighet och djärvhet.”
- 2017 – Johannes Anyuru med motiveringen: ”Med sin senaste roman, De kommer att drunkna i sina mödrars tårar, tar Johannes Anyuru ytterligare ett steg i sitt författarskap genom att springa ikapp en skenande samtid och utmåla en möjlig hotande framtid. Med lyrisk realism och en övertygande lyhördhet för dystopins möjligheter och begränsningar har han uppnått ett fullskaligt kalejdoskopiskt verk, vilket helt i Per Olov Enquists anda eftersträvar kravet på trohet mot den egna övertygelsen.
- 2018 – Caroline Albertine Minor med motiveringen: ”P.O. Enquists pris 2018 går till Caroline Albertine Minor för att hon med stor precision blottlägger huvudpersonernas sammansatta känslor och relationer i eleganta och drabbande kompositioner. Grundtonen i Välsignelser är sorg och förlust som en beståndsdel i det vardagliga livet. Novellernas existentiella tyngd balanseras mästerligt med stilistisk lätthet och pregnans. Med detta visar Caroline Albertine Minor redan med sin andra bok ett internationellt format.”
- 2019 – Amanda Svensson med motiveringen: ”I sin nya roman skildrar Amanda Svensson med allvar och humor hur det finns system för galenskapen och galenskap i systemen. Det är ett vindlande verk som etablerar henne bland de stora berättarna med de egna rösterna.”
- 2020 – Asta Olivia Nordenhof med motiveringen: ”Genom att ställa människans och kärlekens villkor mot kapitalismens obarmhärtighet och cyniska mekanismer skriver hon in sig i en både klassisk och samtidig tradition.”
- 2021 – Jan Grue med motiveringen: ”I en tid då gränsen mellan fakta och fiktion ständigt utmanas visar han hur ett självbiografiskt verk kan tillvarata romanens alla möjligheter.”
- 2022 – Fríða Ísberg med motiveringen: ”Det stilistiska handlaget imponerar, varje mening har något att tillföra, varje replikskifte omskapar stämningen i rummet.”
- 2023 –
- 2024 –  Theis Ørntoft för romanen Jordisk med motiveringen "En realistisk och en kosmisk berättelse, en berättelse om den ofantliga kris som vi befinner oss i som civilisation, där både naturen, människorna och historien är illa medtagna. Men den är samtidigt en hyllning till jorden, till det gemensamma, till det pågående livet."[3]

### Fotnoter
1. ↑  ”P.O. Enquists pris 2018 till Caroline Albertine Minor”. Norstedts. Arkiverad från originalet den 16 augusti 2018. https://web.archive.org/web/20180816130130/http://www.norstedts.se/nyheter/186066-p.o.-enquists-pris-2018-till-caroline-albertine-minor. Läst 16 augusti 2018.
2. ↑  ”Per Olov Enquists pris 2021 till Jan Grue”. Norstedts. https://press.norstedtsforlagsgrupp.se/post/per-olov-enquists-pris-2021-till-jan-grue. Läst 16 september 2021.
3. ↑  ”Theis Ørntoft tilldelas PO Enquists pris 2024”. Albert Bonniers Förlag. https://www.albertbonniersforlag.se/nyheter/theis-orntoft-arets-po-enquists-pris/. Läst 11 september 2024.